# Something to Remember
Something to Remember ist der Titel der ersten Balladen-Compilation von Madonna aus dem Jahr 1995. Insgesamt ist es ihre elfte Albumveröffentlichung. Benannt ist das Album nach dem gleichnamigen enthaltenen Song.

## Hintergrund
Nachdem Madonna als Hauptrolle in der Musicalverfilmung Evita von Andrew Lloyd Webber verpflichtet wurde, sollten Fans wie Kritiker auf diese neue Rolle vorbereitet werden: Es galt das Image der skandalumwitterten Domina loszuwerden, das sie mit den Alben Erotica und Bedtime Stories aufgebaut hatte. Die Balladensammlung Something to Remember vereint erfolgreiche Singles wie Crazy for You, Live to Tell und Rain mit Songs, die zuvor nicht auf Madonna-Alben erhältlich waren, wie This Used to Be My Playground und I’ll Remember. Außerdem finden sich auch Songs darauf, die niemals als Singles veröffentlicht wurden (Something To Remember von I’m Breathless und Forbidden Love von Bedtime Stories).
Der erste neue Song I Want You, eine Coverversion des Marvin-Gaye-Klassikers wurde erstmals auf dem Soundtrack Inner City Blues veröffentlicht und auch ein Video wurde dazu gedreht. Allerdings stieß der Song bei den US-Radiostationen auf Ablehnung: Sowohl die orchestrale Version als auch der Remix von Massive Attack passten dort nicht in das Radiokonzept. Letztlich verhinderten aber Rechtsstreitigkeiten eine Singleveröffentlichung ganz.
Der unerwartete Radioerfolg von Take a Bow in den USA inspirierte die Videofortsetzung des neu geschriebenen Songs You’ll See, der sich weltweit hoch in den Charts platzieren konnte und vorab veröffentlicht wurde. Für den lateinamerikanischen Markt wurde die spanisch gesungene Version Veras aufgenommen, zu der auch eine eigene Videoversion produziert wurde. Der dritte neue Song One More Chance, ein unspektakulärer Akustiksong, wurde nur in Europa veröffentlicht, fand aber keine Beachtung. Als letzte Single wurde der Song Love Don’t Live Here Anymore von 1984 wiederveröffentlicht – in einer leicht überarbeiteten Version. Auch diese, promotet durch ein schlichtes Video, war wenig erfolgreich. Die bereits fertig produzierten Danceremixe wurden nicht mehr offiziell veröffentlicht und fanden sich nur auf den Promosingles und später auf Bootlegs. Auch eine Neuveröffentlichung von Crazy for You kam nicht mehr zustande: Die fertiggestellten Danceremixe von Tony Moran tauchten erst Ende der 1990er in Internettauschbörsen auf.
Insgesamt gefiel die Compilation dem Publikum. Das Album verkaufte sich mit über acht Millionen Exemplaren äußerst gut und der erwünschte Imagewandel, unterstützt durch eine klassische Werbekampagne von Versace war geglückt: Nach den kommerziell wenig erfolgreichen Sexexzessen der vergangenen Jahre war das Publikum auf ihre Rolle der Evita vorbereitet – und Madonnas Musik stand wieder im Vordergrund.

## Titelliste
1. I Want You – 6:23
2. I’ll Remember – 4:23
3. Take a Bow – 5:21
4. You’ll See – 4:41
5. Crazy for You – 4:05
6. This Used To Be My Playground – 5:10
7. Live To Tell – 5:52
8. Love Don’t Live Here Anymore (Remix) – 4:54
9. Something To Remember – 5:04
10. Forbidden Love – 4:09
11. One More Chance – 4:28
12. Rain – 5:29
13. Oh Father – 4:59
14. I Want You (Orchestral) – 6:04

- La Isla Bonita (Bonustrack in Japan und Australien) – 5:18
- Veras (Bonustrack im lateinamerikanischen Raum) – 6:06

## Kommerzieller Erfolg

### Chartplatzierungen

#### Album
| ChartsChartplatzierungen       | Höchstplatzierung | Wochen |
| ------------------------------ | ----------------- | ------ |
| Deutschland (GfK)              | 2 (35 Wo.)        | 35     |
| Österreich (Ö3)                | 1 (20 Wo.)        | 20     |
| Schweiz (IFPI)                 | 3 (26 Wo.)        | 26     |
| Vereinigte Staaten (Billboard) | 6 (34 Wo.)        | 34     |
| Vereinigtes Königreich (OCC)   | 3 (36 Wo.)        | 36     |

| ChartsJahrescharts (1995)    | Platzierung |
| ---------------------------- | ----------- |
| Vereinigtes Königreich (OCC) | 11          |

| ChartsJahrescharts (1996)    | Platzierung |
| ---------------------------- | ----------- |
| Deutschland (GfK)            | 25          |
| Österreich (Ö3)              | 15          |
| Schweiz (IFPI)               | 22          |
| Vereinigtes Königreich (OCC) | 64          |

#### Singles
| Jahr | Titel                        | Höchstplatzierung, Gesamtwochen, AuszeichnungChartplatzierungen (Jahr, Titel, , Platzierungen, Wochen, Auszeichnungen, Anmerkungen) | Höchstplatzierung, Gesamtwochen, AuszeichnungChartplatzierungen (Jahr, Titel, , Platzierungen, Wochen, Auszeichnungen, Anmerkungen) | Höchstplatzierung, Gesamtwochen, AuszeichnungChartplatzierungen (Jahr, Titel, , Platzierungen, Wochen, Auszeichnungen, Anmerkungen) | Höchstplatzierung, Gesamtwochen, AuszeichnungChartplatzierungen (Jahr, Titel, , Platzierungen, Wochen, Auszeichnungen, Anmerkungen) | Höchstplatzierung, Gesamtwochen, AuszeichnungChartplatzierungen (Jahr, Titel, , Platzierungen, Wochen, Auszeichnungen, Anmerkungen) | Anmerkungen                                                |
| Jahr | Titel                        | DE | AT | CH | UK | US | Anmerkungen                                                |
| ---- | ---------------------------- | --- | --- | --- | --- | --- | ---------------------------------------------------------- |
| 1995 | You’ll See                   | DE15 (21 Wo.)DE | AT5 (14 Wo.)AT | CH8 (18 Wo.)CH | UK5 Silber · (14 Wo.)UK | US6 Gold · (20 Wo.)US | Erstveröffentlichung: 30. Oktober 1995 Verkäufe: + 857.000 |
| 1996 | One More Chance              | — | — | — | UK11 (5 Wo.)UK | — | Erstveröffentlichung: 7. März 1996                         |
| 1996 | Love Don’t Live Here Anymore | — | — | — | — | US78 (8 Wo.)US | Erstveröffentlichung: 19. März 1996                        |

### Auszeichnungen für Musikverkäufe
| Land/Region                  | Auszeichnungen für Musikverkäufe (Land/Region, Auszeichnung, Verkäufe) | Verkäufe  |
| ---------------------------- | ---------------------------------------------------------------------- | --------- |
| Argentinien (CAPIF)          | 2× Platin                                                              | 120.000   |
| Australien (ARIA)            | 4× Platin                                                              | 280.000   |
| Belgien (BRMA)               | Gold                                                                   | (25.000)  |
| Brasilien (PMB)              | Gold                                                                   | 100.000   |
| Deutschland (BVMI)           | Platin                                                                 | (500.000) |
| Europa (IFPI)                | 3× Platin                                                              | 3.000.000 |
| Finnland (IFPI)              | 2× Platin                                                              | (93.043)  |
| Frankreich (SNEP)            | 2× Gold                                                                | (200.000) |
| Israel (IFPI)                | Platin                                                                 | 40.000    |
| Japan (RIAJ)                 | 2× Platin                                                              | 400.000   |
| Kanada (MC)                  | 2× Platin                                                              | 200.000   |
| Mexiko (AMPROFON)            | Platin                                                                 | 250.000   |
| Neuseeland (RMNZ)            | Platin                                                                 | 15.000    |
| Niederlande (NVPI)           | Platin                                                                 | (80.000)  |
| Österreich (IFPI)            | Platin                                                                 | (50.000)  |
| Polen (ZPAV)                 | Gold                                                                   | (50.000)  |
| Schweden (IFPI)              | Platin                                                                 | (100.000) |
| Schweiz (IFPI)               | 3× Platin                                                              | (150.000) |
| Spanien (Promusicae)         | Gold                                                                   | (50.000)  |
| Südafrika (RISA)             | Gold                                                                   | 25.000    |
| Vereinigte Staaten (RIAA)    | 3× Platin                                                              | 3.000.000 |
| Vereinigtes Königreich (BPI) | 3× Platin                                                              | (900.000) |
| Insgesamt                    | 7× Gold · 31× Platin ·                                                 | 7.430.000 |

Hauptartikel: Madonna (Künstlerin)/Auszeichnungen für Musikverkäufe